# Söngvakeppnin
Söngvakeppnin (bis 2011 Söngvakeppni Sjónvarpsins) ist ein isländischer Musikwettbewerb, der seit 1986 jährlich als nationaler Vorentscheid zum Eurovision Song Contest stattfindet. Er wird von der isländischen Rundfunkanstalt Ríkisútvarpið (RÚV) organisiert. Bisher fand er immer zwischen Januar und März statt.

## Geschichte und Format
Seit 1986 findet der Wettbewerb regelmäßig statt. Lediglich einige Male fand er nicht statt:
- 1995 bis 1997, 1999, 2004 und 2005: In diesen Fällen wählte die isländische Rundfunkanstalt RÚV ihre Beitrage intern aus.
- 1998 und 2002: Island durfte aufgrund der schlechten Fünfjahres-Wertung keinen Beitrag einreichen.
- 2021: Der Fernsehsender RÚV wählte Daði & Gagnamagnið intern aus, da diese aufgrund der Absage des Eurovision Song Contest 2020 dort nicht teilnehmen konnten und angekündigt hatten, bei einem erneuten Vorentscheid nicht teilnehmen zu wollen.

Die Beiträge im Vorentscheid müssen zuerst in den stattfindenden Vorrunden (Halbfinale) auf Isländisch vorgetragen werden. Im Finale werden die Beiträge dann jedoch auf Englisch vorgetragen, sofern das vom Interpreten erwünscht ist. Mit Ausnahme der Jahre 2013 und 2019 wurden alle isländischen Beiträge seit 1999 beim Eurovision Song Contest auf Englisch vorgetragen, obwohl sie im Vorentscheid zuvor auf Isländisch gesungen wurden.
Der Wettbewerb fand bisher immer zwischen Januar und März statt. Die häufigsten Austragungsorte waren unter anderem die Laugardalshöllin, Háskólabíó oder das Konzerthaus Harpa in Reykjavík.

### Erfolgreiche Teilnahmen beim Eurovision Song Contest

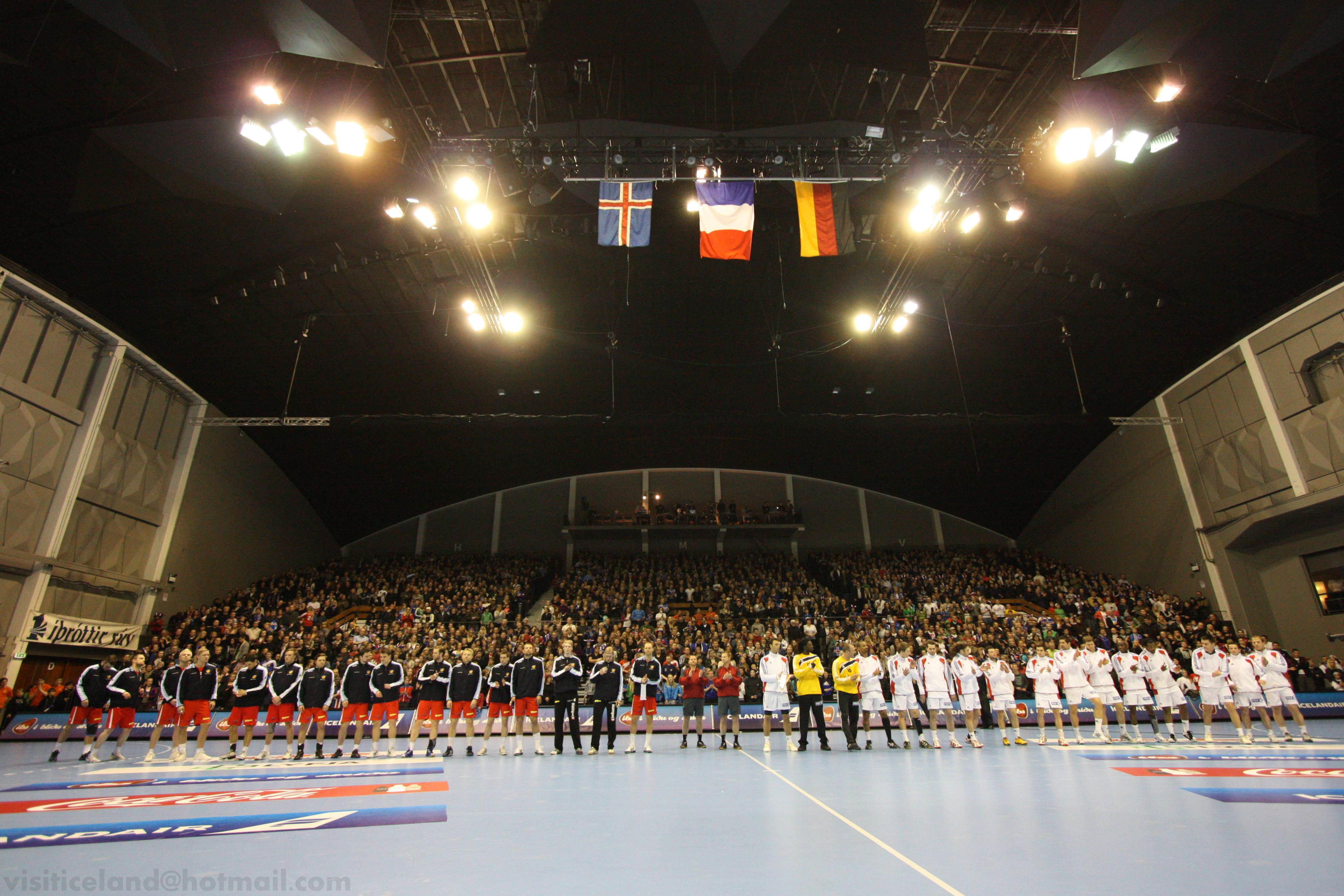
Laugardalshöllin, Austragungsort des Finales seit 2016

Interpreten, die bei dem Eurovision Song Contest nach ihrer Teilnahme am Söngvakeppnin mindestens den fünften Platz erreicht haben:
| Jahr | Interpret | Lied Musik (M) und Text (T)                                         | Platz |
| ---- | --------- | ------------------------------------------------------------------- | ----- |
| 1990 | Stjórnin  | Eitt lag enn M: Hörður G. Ólafsson; T: Aðalsteinn Ásberg Sigurðsson | 4.    |
| 2009 | Yohanna   | Is It True? M/T: Óskar Páll Sveinsson, Chris Neil, Tinatin          | 2.    |

## Kommerzieller Erfolg in Island
Der Eurovision Song Contest ist in ganz Island schon seit Jahren groß angelehnt: jährlich schauen rund 95 % der isländischen Gesamtbevölkerung den Wettbewerb. Auch wird der Vorentscheid Söngvakeppnin schon seit Jahren von vielen Isländern verfolgt und geschaut, was zugleich einen großen Marktanteil für den isländischen Rundfunk RÚV darstellt. Auch wenn Island sich einige Male (2005–2007, 2015–2018) nicht für das Finale beim ESC qualifizieren konnte, erreichte das Land schon zweimal Platz 2 – 1999 fehlten sogar nur noch 18 Punkte zu einem Sieg. Vor allem in den letzten Jahren bewerben sich immer mehr Nachwuchssänger, also jüngere isländische Sänger um am Vorentscheid teilzunehmen.